# Neoschwagerinidae
Neoschwagerinidae es una familia de foraminíferos bentónicos cuyos taxones se han incluido tradicionalmente en la superfamilia Fusulinoidea, del suborden Fusulinina y del orden Fusulinida. Su rango cronoestratigráfico abarca desde el Asseliense (Pérmico inferior) hasta el Djulfiense (Pérmico superior).

## Discusión
Clasificaciones más recientes incluyen Neoschwagerinidae en la superfamilia Neoschwagerinoidea, y en la subclase Fusulinana de la clase Fusulinata.

## Clasificación
Neoschwagerinidae incluye a las siguientes subfamilias y géneros:
- Subfamilia Neoschwagerininae
  - Cancellina †
  - Colania †
  - Maklaya †
  - Neoschwagerina †
  - Shengella †
  - Yabeina †
- Subfamilia Sumatrininae
  - Afghanella †
  - Presumatrina †
  - Sumatrina †
- Subfamilia Thailandininae
  - Neothailandina †
  - Thailandina †

Otra subfamilia considerada en Neoschwagerinidae es:
- Subfamilia Gifuellinae, considerada sinónima de la subfamilia Neoschwagerininae
  - Gifuella †, considerada sinónimo posterior de Colania
  - Gifuelloides †

Otros géneros considerados en Neoschwagerinidae son:
- Crimellina † de la subfamilia Neoschwagerininae, aceptado como Cancellina
- Metaschwagerina † de la subfamilia Neoschwagerininae, aceptado como Neoschwagerina
- Lepidolina † de la subfamilia Neoschwagerininae, considerado subgénero de Yabeina, Yabeina (Lepidolina)
- Minoella † de la subfamilia Neoschwagerininae, aceptado como Cancellina
- Necdetina † de la subfamilia Thailandininae
- Pseudolepidolina † de la subfamilia Sumatrininae, aceptado como Sumatrina
- Pseudosumatrina † de la subfamilia Sumatrininae, aceptado como Afghanella
- Pseudoyabeina † de la subfamilia Neoschwagerininae, aceptado como Yabeina

Otro género de Neoschwagerinidae no asignado a ninguna subfamilia es:
- Rugosomaklaya †